# Milluhuaya
Milluhuaya ist eine Ortschaft im Departamento La Paz im südamerikanischen Andenstaat Bolivien.

## Lage im Nahraum
Milluhuaya ist der drittgrößte Ort im Kanton Milluhuaya und liegt im Municipio Coripata in der Provinz Nor Yungas. Die Ortschaft liegt auf einer Höhe von 1701 m, knapp sechshundert Meter oberhalb des Río Tamampaya an seinem linken, westlichen Ufer. Die Ortschaft besteht aus den Teilsiedlungen Milluhuaya Baja und Milluhuaya Alta, die von dem kleinen Flüsschen Río Ojola getrennt sind, der in südöstlicher Richtung in den Río Tamampaya mündet.

## Geographie
Milluhuaya liegt im Übergangsbereich zwischen dem Altiplano und der Cordillera Real im Westen und den Ausläufern des Amazonas-Tieflandes im Osten. Das Klima der Region ist ein typisches Tageszeitenklima, bei dem die mittleren Temperaturschwankungen im Tagesverlauf deutlicher ausfallen als im Ablauf der Jahreszeiten.
Der Jahresniederschlag hier in den subtropischen Yungas liegt bei 1100 mm (siehe Klimadiagramm Coroico) und weist eine deutliche Trockenzeit von Mai bis August und eine Regenzeit von Dezember bis Februar auf. Die Monatsdurchschnittstemperaturen schwanken nur unwesentlich zwischen 20 °C und 25 °C, tagsüber ist es sommerlich warm und nachts angenehm kühl.

## Verkehrsnetz
Milluhuaya liegt in einer Entfernung von 136 Straßenkilometern nordöstlich von La Paz, der Hauptstadt des Departamentos.
Von La Paz führt die asphaltierte Nationalstraße Ruta 3 in nordöstlicher Richtung 52 Kilometer bis Cotapata und von dort weitere 35 Kilometer bis Coroico. Hier zweigt die Ruta 40 nach Südosten ab und erreicht nach 40 Kilometern vorbei an Coripata, Pararani, Huayrapata die Ortschaft Los Anguias. Knapp vier Kilometer südlich von Los Anguias zweigt am Ortseingang von Milluhuaya Baja eine kleine Seitenstraße nach Westen von der Ruta 40 ab, die Milluhuaya Baja und Milluhuaya Alta miteinander verbindet.

## Bevölkerung
Die Einwohnerzahl der Ortschaft hat sich im vergangenen Jahrzehnt kaum verändert:
| Jahr | Einwohner         | Quelle       |
| ---- | ----------------- | ------------ |
| 1992 | keine Detaildaten | Volkszählung |
| 2001 | 408               | Volkszählung |
| 2012 | 424               | Volkszählung |
| 2024 |                   | Volkszählung |